# Hoher Bogen
Hoher Bogen este o arie protejată (arie specială de conservare — SAC, sit de importanță comunitară — SCI) din Germania întinsă pe o suprafață de 507,57 ha, integral pe uscat.

## Localizare
Centrul sitului Hoher Bogen este situat la coordonatele 49°14′13″N 12°54′54″E / 49.2369°N 12.915°E.

## Înființare
Situl Hoher Bogen a fost declarat sit de importanță comunitară în martie 2001 pentru a proteja 7 specii de animale. Situl a fost protejat și ca arie specială de conservare în aprilie 2016.

## Biodiversitate
Situată în ecoregiunea continentală, aria protejată conține 4 habitate naturale: Pante stâncoase silicioase cu vegetație casmofită, Păduri de fag Luzulo-Fagetum, Păduri de fag Asperulo-Fagetum, Păduri aluvionare cu Alnus glutinosa și Fraxinus excelsior (Alno-Padion, Alnion incanae, Salicion albae).
La baza desemnării sitului se află mai multe specii protejate:
- păsări (4): cocoșul de mesteacăn (Bonasa bonasia), ciocănitoare cu spate alb (Dendrocopos leucotos), muscar (Ficedula parva),  cocoș de munte (Tetrao urogallus)
- mamifere (3): râs eurasiatic (Lynx lynx), liliac cu urechi mari (Myotis bechsteinii), liliac comun (Myotis myotis)

Pe lângă speciile protejate, pe teritoriul sitului au mai fost identificate 4 specii de mamifere.